# Ekdisteroid
Ekdisteroidi su hormoni seksa i presvlačenja insekata. Oni obuhvataju ekdizon i njegove homologe, poput 20-hidroksiekdizona. Ekdisteroidi se takođe javljaju kod drugih beskičmenjaka, gde oni imaju različite uloge. Fitoekdisteroidi su prisutni kod mnogih biljaka, uglavnom kao zaštitni agensi (toksini ili antifidanti) protiv herbivornih insekata.